# Vera Rubin
Vera Cooper Rubin (Filadelfia, 23 luglio 1928 – Princeton, 25 dicembre 2016) è stata un'astronoma statunitense pioniera nello studio della rotazione delle galassie.
A lei si deve la prima conferma dell'esistenza della materia oscura, inizialmente ipotizzata da Fritz Zwicky, ovvero quella componente invisibile e misteriosa che occupa il 25% dell'universo, nel 1974. In suo nome è stato dedicato un asteroide, 5726 Rubin.
Il suo lavoro più importante è stata la scoperta della discrepanza tra le predizioni sul momento angolare delle galassie e il loro reale movimento misurabile, ottenuto attraverso lo studio della curva di rotazione galattica.
I tentativi di conciliare i dati ottenuti con le previsioni matematiche hanno portato a sviluppare il concetto di materia oscura, sebbene Rubin stessa non fosse d'accordo: "mi piacerebbe sapere che le leggi di Newton possano essere modificate in modo da descrivere correttamente le interazioni gravitazionali a grandi distanze. Questo è più attraente di un universo pieno di un nuovo genere di particelle sub-nucleari".

## Biografia
Vera Cooper nacque in una famiglia ebrea; il padre, Pesach Kobchefski, era un ingegnere elettrico originario di Vilnius che anglicizzò il suo nome in Philip Cooper. La madre, Rose Applebaum, era nata a Filadelfia in una famiglia di immigrati provenienti dalla Bessarabia. A sua volta credente, era convinta che fede e scienza non fossero in conflitto nel suo lavoro. In seguito al matrimonio con Robert Rubin, Cooper ne assunse il cognome. 

### Istruzione
Cooper studiò presso il Vassar College, allora una scuola per sole donne, e si ispirò anche a Maria Mitchell, che era stata professoressa in quello stesso college nel 1865. Ignorò i consigli che aveva ricevuto da un insegnante di scienze della scuola per evitare la carriera scientifica e dedicarsi all'arte. Si laureò alla Phi Beta Kappa in astronomia nel 1948, l'unica laureata in astronomia quell'anno. Tentò di iscriversi a un corso di laurea a Princeton, ma venne esclusa in quanto donna. Princeton non avrebbe accettato donne come studentesse laureate in astronomia per altri 27 anni. Rubin rifiutò anche un'offerta dell'Università di Harvard. Si sposò nel 1948 con Robert Joshua Rubin, laureato all'Università Cornell.
Rubin si iscrisse quindi all'Università Cornell e conseguì un master nel 1951. Durante i suoi studi universitari, studiò i moti di 109 galassie e fece una delle prime osservazioni di deviazioni dal flusso di Hubble (come si muovono le galassie distanziate l'una dall'altra). Lavorò con l'astronoma Martha Carpenter sulla dinamica galattica e studiò con Philip Morrison, Hans Bethe e Richard Feynman. Sebbene la conclusione a cui giunse - che ci fosse un movimento orbitale delle galassie attorno a un particolare polo - fosse smentita, l'idea che le galassie si stessero muovendo era vera e diede il via a ulteriori ricerche. La sua ricerca fornì anche le prime prove del piano supergalattico. Queste informazioni e i dati che scoprì accesero delle controversie. Dopo aver lottato per poter presentare il suo lavoro all'American Astronomical Society, Rubin fu sommariamente respinta e il documento dimenticato.
Rubin studiò per il dottorato di ricerca all'Università di Georgetown, l'unica università di Washington, DC che offriva una laurea in astronomia. Aveva 23 anni ed era incinta quando iniziò i suoi studi per il dottorato, e i Rubin avevano già un bambino a casa. Iniziò a prendere lezioni con Francis Heyden, che la raccomandò a George Gamow della vicina George Università di Washington, suo eventuale consigliere di dottorato. La sua dissertazione, completata nel 1954, concludeva che le galassie si raggruppavano insieme, piuttosto che essere distribuite casualmente nell'universo, un'idea controversa e non perseguita da altri per due decenni. Durante i suoi studi universitari, incontrò un sessismo scoraggiante; in un incidente non le fu permesso di incontrare il suo consigliere nel suo ufficio, perché le donne non erano ammesse in quella zona dell'università.

### Carriera
Per i successivi undici anni, Rubin ricoprì vari incarichi accademici. Per un anno fu docente di matematica e fisica al Montgomery College. Dal 1955 al 1965 lavorò alla Georgetown University come astronoma ricercatrice associata, docente (1959–1962) e, infine, assistente professore di astronomia (1962–1965). Nel 1965 entrò a far parte della Carnegie Institution di Washington (in seguito chiamata Carnegie Institute of Science) come membro dello staff del Dipartimento di magnetismo terrestre. Lì incontrò il suo collaboratore di lunga data, il produttore di strumenti Kent Ford. Poiché Rubin aveva bambini piccoli, fece gran parte del suo lavoro da casa.
Nel 1963, Rubin iniziò una collaborazione di un anno con Geoffrey e Margaret Burbidge, collaborazione durante la quale realizzò le sue prime osservazioni sulla rotazione delle galassie, usando il telescopio da 82 pollici dell'Osservatorio McDonald. Durante il suo lavoro al Carnegie Institute, Rubin fece domanda per eseguire osservazioni presso l'Osservatorio di Monte Palomar nel 1965, nonostante il fatto che l'edificio non avesse strutture per le donne e per questa ragione fosse stata respinta anni prima la domanda della stessa Margaret Burbidge. Una volta accettata la domanda, creò sul posto un bagno per le donne, ovviando alla mancanza di strutture a sua disposizione. Diventò in questo modo la prima donna ad fare osservazioni in quel osservatorio.
Alla Carnegie Institution, Rubin iniziò, insieme al collega Kent Ford, il lavoro sulla controversa tesi degli ammassi di galassie, facendo centinaia di osservazioni con l'ausilio dello spettrografo del tubo di immagine di Ford. L'intensificatore di immagine permise di risolvere gli spettri degli oggetti astronomici che in precedenza erano troppo deboli per l'analisi spettrale. L'effetto Rubin-Ford, un'apparente anisotropia nell'espansione dell'Universo sulla scala di 100 milioni di anni luce, venne in questo modo scoperto dai due scienziati attraverso studi sulle galassie a spirale, in particolare la Galassia di Andromeda, scelta per la sua luminosità e vicinanza alla Terra. L'idea di un movimento peculiare su questa scala nell'Universo era una proposta molto controversa, e venne pubblicata per la prima volta su riviste nel 1976. Respinta dai principali astronomi, alla fine si dimostrò valida. L'effetto è ora noto come streaming su larga scala. La coppia studiò brevemente i quasar, scoperti nel 1963 e argomento di ricerca popolare.
Per evitare aree controverse dell'astronomia, inclusi i quasar e il movimento galattico, Rubin iniziò a studiare la rotazione e le parti esterne delle galassie, un interesse suscitato dalla sua collaborazione con i Burbidges. Rubin analizzò le curve di rotazione delle galassie a spirale, iniziando sempre con Andromeda, osservando il loro materiale più esterno. Studiò le curve di rotazione piatte: i componenti più esterni della galassia si muovevano velocemente come quelli vicini al centro. Questa fu una prima indicazione che le galassie a spirale erano circondate da aloni di materia oscura. Rubin scoprì ulteriormente la discrepanza tra il movimento angolare previsto delle galassie in base alla luce visibile e al movimento osservato. La sua ricerca mostrò che le galassie a spirale ruotavano abbastanza rapidamente da doversi allontanare, se la gravità delle loro stelle costituenti era tutto ciò che le teneva insieme; poiché rimangono intatte, una grande quantità di massa invisibile deve tenerle insieme, un enigma che divenne noto come il problema della rotazione della galassia.
I calcoli di Rubin mostrarono che le galassie devono contenere da cinque a dieci volte più materia oscura della materia ordinaria. I risultati di Rubin furono confermati nei decenni successivi, e divennero i primi risultati convincenti a sostegno della teoria della materia oscura, inizialmente proposta da Fritz Zwicky negli anni '30. Questi dati furono ulteriormente confermati dagli radioastronomi, dalla scoperta della radiazione cosmica di fondo e dalle immagini delle lenti gravitazionali. La sua ricerca suggerì anche una teoria della gravità non newtoniana delle galassie, ma questa teoria non fu accettata appieno dagli astrofisici.
Un'altra area di interesse per Rubin era il fenomeno della controrotazione nelle galassie, scoperto negli anni '80, in cui il gas si muove in senso opposto alla rotazione del resto della galassia. Questo fenomeno sfidava la teoria prevalente secondo cui, in base alla conservazione del momento angolare, tutto il materiale in una galassia si muoveva nella stessa direzione e la "two-stream instability" galattica che avrebbe dovuto distruggere qualsiasi movimento di stelle o gas in senso opposto. Rubin scoprì nel 1992 galassie in cui era invece una parte delle stelle a muoversi in controrotazione rispetto al resto della galassia. Queste galassie, insieme alle galassie con anelli polari, di cui compilò un Atlante   fornirono le prime prove della fusioni di galassie e del processo da cui inizialmente si formarono le galassie.
La prospettiva di Rubin riguarda al lavoro sui movimenti delle galassie venne presentata nella ricerca One Hundred Years of Rotating Galaxies, pubblicata della Società astronomica del Pacifico nel 2000. Questo era un adattamento della conferenza che Rubin tenne nel 1996, dopo aver ricevuto la medaglia d'oro della Royal Astronomical Society, la seconda donna ad essere omaggiata, 168 anni dopo la medaglia di Caroline Herschel nel 1828. Nel 2002, la rivista Discover riconobbe Rubin come una delle 50 più importanti donne nella scienza. Vera Rubin ha continuato la sua ricerca e l'insegnamento fino alla sua morte nel 2016.

## Riconoscimenti
- 1993 - Dickson Prize[44]
- 1993 - National Medal of Science
- 1994 - Henry Norris Russell Lectureship
- 1996 - Medaglia d'oro della Royal Astronomical Society
- 1996 - Membro dell'Pontificia accademia delle scienze[45]
- 2003 - Medaglia Bruce
- 2004 - Medaglia James Craig Watson
- Le è stato dedicato un asteroide, 5726 Rubin[46]
- In onore del suo contributo alla scoperta della materia oscura e le sue richieste di pari trattamento e rappresentazione delle donne nella scienza, le è stato dedicato un osservatorio, l'osservatorio Vera C. Rubin[47], operativo da giugno 2025